# The Struggle Within
"The Struggle Within" er den sidste sang på heavy metalbandet Metallicas album Metallica. Lyrikken er om en person som lider af en selvødelæggende personlighed. Bandet har aldrig spillet sangen live.